# 舒爾茨 (內華達州)
舒爾茨（英語：Schurz）是位於美國內華達州米納勒爾縣的普查規定居民點。

## 歷史
舒爾茨的郵局自1891年營運至今。

## 人口
根據2020年美國人口普查的數據，舒爾茨的面積為29.68平方千米，當中陸地面積為29.10平方千米，而水域面積為0.57平方千米。當地共有人口656人，而人口密度為每平方千米22.1人。